# Cherry Heights (Oregon)
Cherry Heights az Amerikai Egyesült Államok északnyugati részén, Oregon állam Wasco megyéjében elhelyezkedő önkormányzat nélküli település.